# Cubitofusa pseudoglebata
Cubitofusa pseudoglebata är en fjärilsart som beskrevs av László Anthony Gozmány. Cubitofusa pseudoglebata ingår i släktet Cubitofusa och familjen äkta malar. Inga underarter finns listade i Catalogue of Life.